# بروكتون (نيويورك)
بروكتون (بالإنجليزية: Brocton, New York)‏ هي منطقة سكنية تقع في الولايات المتحدة في مقاطعة تشاتاقوا، نيويورك. يقدر عدد سكانها بـ 1,486 نسمة ومساحتها 4.5 كم2 وترتفع عن سطح البحر 224 متر.

## أعلام المدينة
- جورج بولمان: رجل صناعة ومهندس أمريكي، ولد في بروكتون في 3 مارس 1831.